# St. Jacob
St. Jacob és una vila dels Estats Units a l'estat d'Illinois. Segons el cens del 2000 tenia 801 habitants.

## Demografia
Segons el cens del 2000, St. Jacob tenia 801 habitants, 301 habitatges, i 232 famílies. La densitat de població era de 552,3 habitants/km².
Dels 301 habitatges en un 37,2% hi vivien nens de menys de 18 anys, en un 67,8% hi vivien parelles casades, en un 6% dones solteres, i en un 22,9% no eren unitats familiars. En el 19,6% dels habitatges hi vivien persones soles el 9% de les quals corresponia a persones de 65 anys o més que vivien soles. El nombre mitjà de persones vivint en cada habitatge era de 2,66 i el nombre mitjà de persones que vivien en cada família era de 3,01.
Per edats la població es repartia de la següent manera: un 27,8% tenia menys de 18 anys, un 8% entre 18 i 24, un 30,3% entre 25 i 44, un 22,7% de 45 a 60 i un 11,1% 65 anys o més.
L'edat mediana era de 34 anys. Per cada 100 dones de 18 o més anys hi havia 95,9 homes.
La renda mediana per habitatge era de 47.917 $ i la renda mediana per família de 55.417 $. Els homes tenien una renda mediana de 36.000 $ mentre que les dones 25.938 $. La renda per capita de la població era de 20.340 $. Aproximadament el 3,3% de les famílies i el 9,7% de la població estaven per davall del llindar de pobresa.

## Poblacions properes
El següent diagrama mostra les poblacions més properes.